# Dynamit

Ett diagram över dynamit.

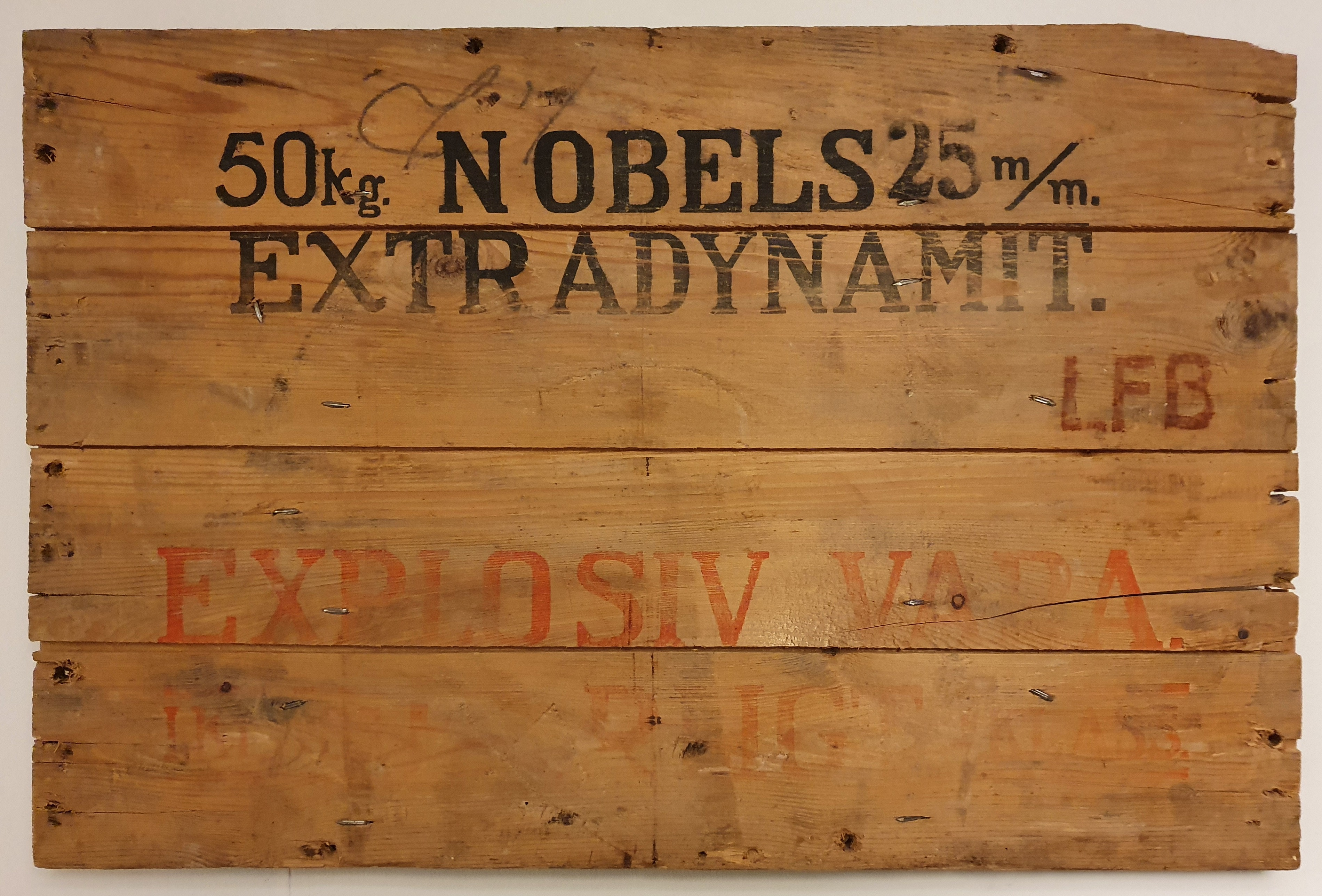
Lock till dynamitlåda som lyder “50kg Nobels 25m/m extradynamit, LFB, explosiv vara; iklass: farligt”.

Dynamit (från grekiskans dynamis, "kraft") är en klass av sprängämnen, med degartad konsistens, och består av nitroglycerin blandat med andra ämnen, exempelvis kiselgur till gurdynamit. Kiselgur är till för att suga upp nitroglycerinet. Gurdynamiten uppfanns 1866 i staden Krümmel av svensken Alfred Nobel. Han fick patent på uppfinningen i Sverige under en tidsperiod av 13 år. Nobel kallade produkten för Dynamit. Senare tillkomst av fler typer av dynamit gör det lämpligt att kalla detta sprängämne för gurdynamit för att skilja det från andra typer av dynamit. Tidigare hade man haft svårt att använda nitroglycerin som sprängämne vid till exempel bergsprängning eftersom man då använde rent nitroglycerin. Nitroglycerinet är en oljeartad vätska, som lätt exploderar vid slag och hade på grund av utsipprande från borrhålen genom sprickor i berget och även på andra sätt förorsakat många olyckor. Först genom gurdynamiten kunde nitroglycerinet användas till bergsprängning på ett enkelt sätt med rimlig risk. Gurdynamit är ett fem gånger så kraftigt sprängämne som svartkrut. Uppfinnandet av dynamiten var epokgörande för bergsprängningen, för genom dess användning kunde borrhålens antal och storlek minskas till en bråkdel mot tidigare. Dynamiten möjliggjorde också till exempel stora tunnelarbeten.

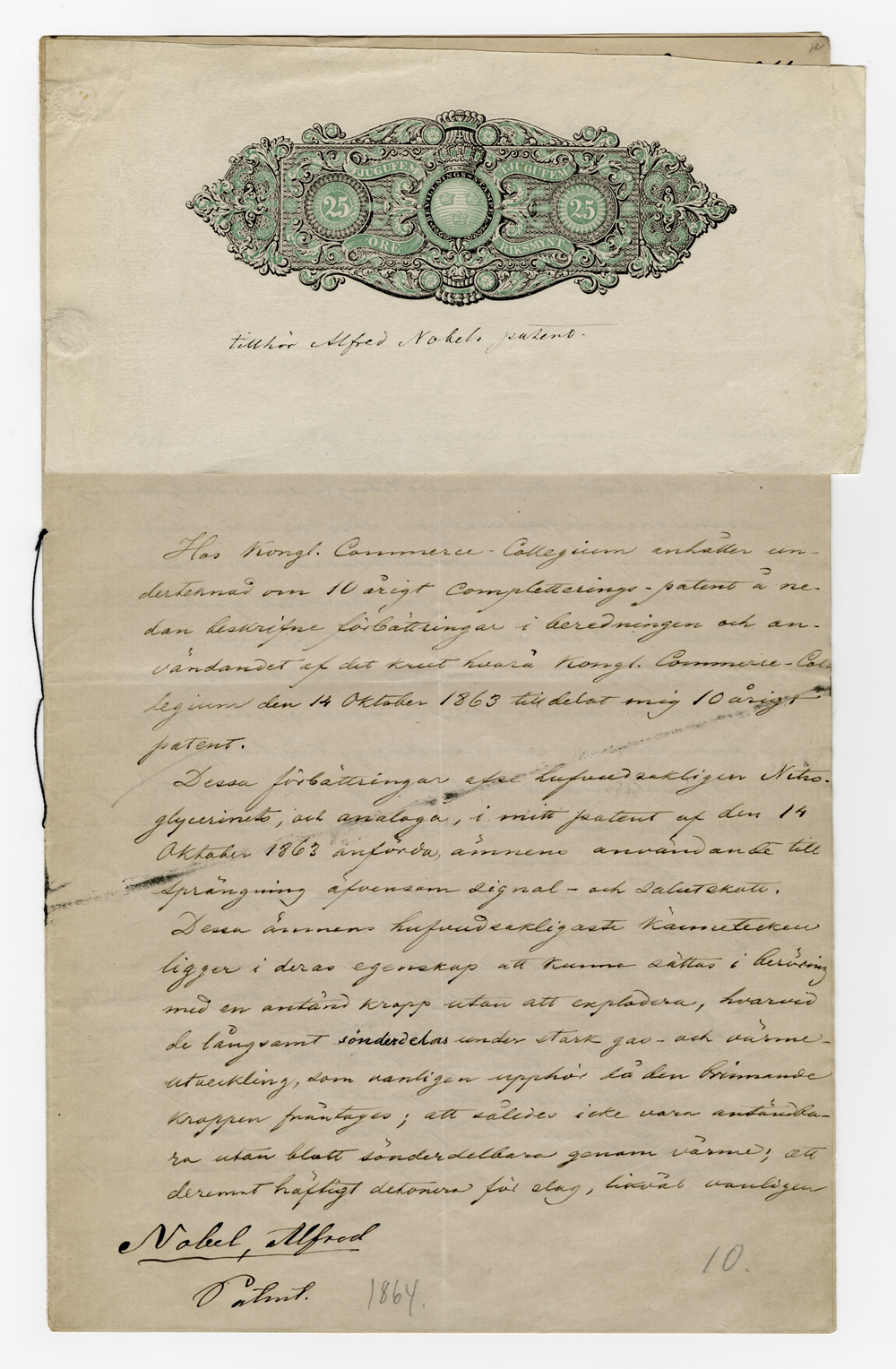
Alfred Nobels patentansökan från 1864.

1875 förde Alfred Nobel sprängämnestekniken ännu ett stort steg framåt genom att uppfinna spränggelatin. Spränggelatin är en gelartad kropp, som erhålles genom att vissa sorters nitrocellulosa löses i nitroglycerin. Genom denna förändring har man lyckats undvika en nackdel med de äldre dynamitsorterna, nämligen att nitroglycerinet "svettades ut", det vill säga avskilde sig från uppsugningsmedlen. Gelatindynamit fryser också mindre lätt än nitroglycerindynamit. En av de nitroglycerinhaltiga sprängämnenas största nackdelar har alltså minskats genom införande av spränggelatin. Ett vanligt sprängämne i Sverige var Extradynamit med sammansättningen nitroglycerin 55%, nitrocellulosa 3%, nitrobensen 3%, ammoniumnitrat 36,5%, trämjöl 2,5%. 
Frusen dynamit, det vill säga sådan där nitroglycerinet (vars smältpunkt ligger vid +13 °C) har övergått till fast form, är nämligen inte plastisk, utan vid dynamitens handhavande kan utskilda nitroglycerinkristaller lätt bringas till explosion genom friktion. De flesta olyckshändelserna med dynamit inträffade antingen vid arbete med eller vid oförsiktigt upptinande av frusen dynamit.
Den klassiska dynamiten såldes förpackad i runda patroner av paraffinerat papper med samma diameter som de borrhål de användes i. Den vanliga patronen (eller dynamitgubben) vägde 125 gram. Handhavandet var enkelt: vid sprängning hade man endast att i borrhålet nedföra den ena patronen ovanpå den andra och i den översta patronen sätta in en dynamittändhatt, det vill säga en hylsa av koppar, till hälften fylld med en blandning av knallkvicksilver och kaliumklorat; denna tändhatt bringas (sedan borrhålet blivit fyllt med en förladdning av lera, sand eller dylikt) till explosion med hjälp av en i tändhatten insatt stubin eller med elektrisk tändning. Det fanns även dynamitpatroner med en vikt av 5kg. Flera sådana kunde användas i samma borrhål vid pallbrytning i stenbrott.
Nu finns en motsvarande produkt som heter Dynamex som har blivit allt vanligare. Denna används ofta istället för dynamit.